# Aulum
Aulum eller Avlum er en stationsby i Vestjylland med 3.245 indbyggere  (2025) i Aulum Sogn mellem byerne Herning og Holstebro. Tidligere hovedby i Aulum-Haderup Kommune, men indgår nu i Herning Kommune i Region Midtjylland.
Byens profil præges af vartegnet Aulum Mølle, en hollandsk vindmølle fra 1908, som blev renoveret 2000-08 og nu benyttes til sociale og kulturelle formål som kunstudstillinger.
Der har været skolegang i Aulum siden før 1830, hvor Aulum Gl. Skole blev opført. I 1925 blev den gamle skole afløst af den nyopførte Aulum Byskole. Skolen er siden blev udvidet flere gange og har "opslugt" eleverne fra de tidligere skoler i nabolandsbyerne. I 2015 blev Aulum Byskole sammenlagt med Hodsager Centralskole til Aulum-Hodsager Skole med fortsat undervisning på begge de hidtidige matrikler.
I 2017 byggedes en ny hal i forbindelse med byens fritidscenter. Finansieringen af hallen skyldes dels Herning Kommune, dels bidrag fra private og erhverv. Der blev i alt indsamlet kr. 6.612.857.

## Historie
Jf. J.P.Trap: Danmark
I middelalderen (1325) hed byen Aflum , der betyder avlested.

## Uenighed om stavemåden
Jfr. Dansk Sprognævn er den officielle stavemåde "Avlum". Men den accepteres ikke lokalt: DSB opsatte i 1970'erne et skilt med "forkert" stavemåde; men måtte "rette" efter en underskriftsindssamling.

## Kendte bysbørn
Forfatteren Jytte Sidelmann er opvokset i Sørvad udenfor Aulum.
Komiker og podcaster Peter Løhde er født og opvokset i byen og omtaler den ofte i sine podcasts.
Journalist og ansvarshavende chefredaktør for B.T., Michael Dyrby er opvokset i Aulum og har flere gange skrevet indlæg om sit forhold til byen.
Fodboldspilleren Rasmus Nicolaisen er opvokset i Aulum.